# Cenochromyia
Cenochromyia is een vliegengeslacht uit de familie van de roofvliegen (Asilidae).

## Soorten
- C. aperta (Walker, 1858)
- C. guttata Hermann, 1912
- C. puer (Doleschall, 1858)
- C. tripars (Walker, 1861)
- C. xanthogaster Hermann, 1912